# سفیسا
سفیسا (نام علمی: Sephisa) نام یک سرده از تیره فرچه‌پایان است.